# Napuljska podzemna geotermalna zona
Ispod talijanskog grada Napulja i okolnog područja nalazi se podzemna geotermalna zona i nekoliko tunela iskopanih tijekom stoljeća. Ovo geotermalno područje općenito je prisutno od planine Vezuv ispod širokog područja uključujući Pompeje, Herkulanej i od vulkanskog područja Campi Flegrei ispod Napulja pa sve do Pozzuolija i obalnog područja Baia. Rudarstvo i razni infrastrukturni projekti tijekom nekoliko tisućljeća formirali su opsežne špilje i podzemne građevine u zoni.

## Geologija
Tijekom tisućljeća, ekstremni geotermalni pritisak pomogao je u formiranju snažnog, izdržljivog tufaznog vulkanskog pješčenjaka zvanog sedra, stijene sastavljene od komprimiranog i zbijenog vulkanskog pepela izbačenog tijekom vulkanske erupcije. Cijelo područje Napulja geotermalno je područje s dubokim žilama tufnog pješčenjaka, koji se općenito naziva "žuti tuf". Prolazi dubokim venama ispod Napulja i područja oko njega u slojevima koji se nalaze na različitim dubinama.

## Rudarstvo i podzemni objekti
Tuf je jak i lako se obrađuje, što ga čini idealnim građevinskim materijalom. Tuf se vadio kroz pristupna okna i okna za uklanjanje koja su se zvala occhio di monte ("oko planine"). Kroz ovo okno vađeni su i izvlačeni ogromni blokovi sedre. Rezultirajuća praznina bila je šupljina u obliku boce s kosim rubovima, koja je pružala dovoljno pojačanja za sprječavanje budućih urušavanja. Nakon što je sedra iskopana, korištena je kao građevinski materijal otprilike tijekom anžuvinskog, aragonskog i burbonskog razdoblja.
Rezultirajuće kaverne kasnije su korištene za formiranje rezervoara za vodu u koje je voda preusmjerena iz glavnih akvadukta, a Stari Grci su iskopali dugačke i složene akvadukte ispod grada prije više od 2500 godina. Oni su pomoću dubokih rezervoara i cisterni opskrbljivali vile i palače iznad svježom vodom. Također su iskopana okna bunara koja su zajednici omogućila pristup rezervoarima ispod.
Tijekom stoljeća ispod Napulja i njegove okolice stvorena je ogromna mreža špilja i prolaza. U Drugom svjetskom ratu mnoga okna kamenoloma su proširena i dodana su spiralna stubišta, otvarajući špilje za korištenje kao skloništa od zračnih napada.
Nastale šupljine ispod grada sada se mogu podijeliti u nekoliko glavnih kategorija:
- Akvedukti i kanalizacijski tuneli;
- Cisterne za kišnicu, rezervoari i odvodni kanali akvadukta;
- Špilje preostale od vađenja sedre;
- Ostaci Neronova "izgubljenog" kazališta;
- Grčko-rimske tvrtke, kao što su ostaci antičkog foruma koji je bio sačuvan u klizištu;
- Ostale šupljine od uklanjanja pijeska i drugih vrsta materijala;
- Međusobno povezivanje tunela i prolaza među špiljama;
- Mjesta štovanja, uključujući katakombe i pretkršćanske hipogeje (kultne grobne komore);
- Glavni drevni i moderni tuneli na cestama, željeznički i podzemni tuneli.

Danas su dostupni obilasci složenog podzemlja ispod Napulja, a postoji čak i muzej podzemlja koji se nalazi ispod Piazze Cavour u ogromnoj šupljini kamenoloma sa spojnim tunelima i prolazima akvadukta. Sadrži složene replike grčke hipogeje i mnoge drevne artefakte otkrivene tijekom više od pola stoljeća istraživanja.
- Podzemni vodovod
- Podzemni bunar
- Podzemlje Napulja
- Podzemni prolaz u Napulju

## Vanjske poveznice
- Jedan od brojnih video isječaka na YouTubeu o špiljama ispod Napulja, na talijanskom.
- Obilazak podzemlja Napulja
- Početna stranica za Napoli Underground